# International Society for Stem Cell Research
La International Society for Stem Cell Research (ISSCR), Società Internazionale per la Ricerca sulle Cellule Staminali, è un'organizzazione no-profit indipendente ammessa ai benefici fiscali dell'articolo 501(c)(3). La società ha sede a Evanston, nell'Illinois. La sua missione è quella di promuovere l'eccellenza nelle discipline relative alle cellule staminali e alle loro applicazioni per la salute umana.

## Storia
La Società Internazionale per la Ricerca sulle Cellule Staminali è stata costituita nel 2002 per favorire lo scambio di informazioni fra i ricercatori del settore.  Leonard Zon, professore di pediatria presso la Harvard Medical School, è stato il primo presidente dell'organizzazione.
Nel giugno 2003, la ISSCR ha tenuto il suo primo incontro internazionale cui hanno partecipato più di 600 scienziati, molti dei quali hanno espresso frustrazione per le restrizioni imposte dall'amministrazione di George W. Bush al settore della ricerca sulle cellule staminali. Agli scienziati leader nei loro settori era stato proibito di utilizzare i finanziamenti del National Institutes of Health per condurre alcuni esperimenti che avrebbero potuto portare a risultati medici significativi.
Nel 2006 l'ISSCR ha sviluppato delle linee guida che affrontavano la diversità internazionale delle prospettive culturali, politiche, legali ed etiche relative alla ricerca sulle cellule staminali e alla sua applicazione in medicina. Le linee guida sono state progettate per sottolineare i principi ampiamente condivisi nel mondo scientifivo, principi che richiedono rigore, supervisione e trasparenza nella fase di attuazione pratica. L'adesione alle linee guida ISSCR aveva il potenziale di garantire il fatto che la ricerca sulle cellule staminali fosse condotta con integrità scientifica ed etica e che le nuove terapie fossero basate sulle evidenze.
Le linee guida sono state aggiornate nel 2008 e di nuovo nel 2016, per includere un ambito di ricerca e di impegno clinico più ampio di prima. La revisione ha imposto il rigore in tutte le fasi della ricerca, affrontando il tema del costo dei prodotti di medicina rigenerativa ed evidenziando la necessità di una comunicazione pubblica accurata ed efficace.
Le linee guida del 2016 per la ricerca sulle cellule staminali e la traduzione clinica, aggiornate nel 2021, sono state adottate da ricercatori, medici, organizzazioni e istituzioni di tutto il pianeta.
Nel 2013 è stata fondata Stem Cell Reports, rivista ufficiale della Società, che viene pubblicata mensilmente dalla casa editrice Cell Press.
Nel marzo 2015, alcuni scienziati, tra cui un inventore di CRISPR, hanno sollecitato una sospensione mondiale della terapia genica germinale, scrivendo:
Dopo la pubblicazione della notizia che in Cina era stata utilizzata la CRISPR per modificare un gene all'interno di embrioni umani, il gruppo di scienziati ha ripetuto la richiesta:

## Incontri annuali
Gli incontri annuali dell'ISSCR sono le più grandi conferenze al mondo nel campo della ricerca sulle cellule staminali. Nel 2020 si sono registrati quasi 3.900 partecipanti in occasione del primo evento globale virtuale dell'organizzazione.
I membri dell'ISSCR includono leader internazionali della ricerca sulle cellule staminali e della medicina rigenerativa che rappresentano più di 70 paesi di tutto il mondo.
Nel 2022, la Società ha ospitato il suo primo incontro annuale reale/virtuale a San Francisco e ha lanciato ISSCR.digital, piattaforma informatica che offre formazione scientifica e opportunità di fare rete e costruire nuove connessioni con la comunità globale.